# Чжоу Юй
Чжо́у Юй (кит. 周瑜, пиньинь Zhōu Yú; 175 — 210) — известный китайский военачальник эпохи Троецарствия, один из наиболее способных полководцев Сунь Цэ и его преемника Сунь Цюаня. Командовал войсками царства У в битве при Чиби (Красной скале). В военном мастерстве и смекалке соперничал с Чжугэ Ляном. Чжоу Юй был женат на Сяо-цяо, которая, согласно роману «Троецарствие», вместе со своей сестрой Да-цяо была одной из величайших красавиц той эпохи. 
После битвы при Чиби отношения между царствами У и Шу быстро портятся. Чжоу Юй начал серию интриг против Лю Бэя и после их неудачи выступил против царства Шу в военный поход, во время которого скончался.

## Отсылки в современной культуре
- Чжоу Юй присутствует в серии компьютерных игр компании Koei Dynasty Warriors, компьютерной игре Warriors Orochi.
- Чжоу Юй послужил прототипом персонажа аниме «Школьные войны» Сюю Кокина.
- Чжоу Юй появился в Fate/Samurai Remnants.